# Tom Stamsnijder
Tom Stamsnijder (Wierden, Overijssel, 15 de maig de 1985) és un ciclista neerlandès, professional des del 2004 i actualment a l'equip Team Sunweb. És fill de Hennie Stamsnijder, antic campió del món de ciclocròs del 1981.

## Palmarès
- 2004
  - Vencedor de 2 etapes del Tour de Mainfranken
- 2005
  - Vencedor d'una etapa del Gran Premi del Somme
  - Vencedor d'una etapa de la Volta a Turíngia
- 2006
  - Vencedor d'una etapa del Gran Premi Guillem Tell
  - Vencedor d'una etapa de la Setmana Ciclista Llombarda
  - Vencedor d'una etapa de la Roserittet

### Resultats a la Volta a Espanya
- 2007. 120è de la Classificació general
- 2008. 88è de la Classificació general
- 2013. 137è de la Classificació general
- 2015. 155è de la Classificació general
- 2016. 131è de la classificació general

### Resultats al Giro d'Itàlia
- 2009. 134è de la Classificació general
- 2010. 106è de la Classificació general
- 2011. No surt (5a etapa)
- 2014. 143è de la Classificació general
- 2015. 153è de la Classificació general
- 2016. 143è de la classificació general
- 2017. 154è de la classificació general